# Super Tennis
Denna sida handlar inte om spelet Super Tennis till Sega Master System
Super Tennis är ett tennisspel till Super Nintendo som utkom 1991.
Man kan välja mellan 16 olika karaktärer, 8 män och 8 kvinnor. Spelet har tre spellägen: Singel, där man kan spela mot en annan person eller mot datorn, dubbel, där du och eventuellt en annan person kan para ihop er på något sätt i en dubbelmatch samt Circuit mode. Circuit mode innehåller flera tourer där man spelar genom turneringar för att få högre rankning och siktar mot att nå rankingtoppen. Det finns fyra mindre, och fyra större turneringar där varje spelas på ett av underlagen hårt, gräs eller grus.